# Ayenia pilosa
Ayenia pilosa är en malvaväxtart som beskrevs av Cristobal. Ayenia pilosa ingår i släktet Ayenia och familjen malvaväxter. Inga underarter finns listade i Catalogue of Life.